# 朱芝垝
三城康穆王朱芝垝（1452年—1511年），明朝唐宪王朱琼炟的庶第三子，明太祖朱元璋之曾孙。
成化七年（1471年）封為三城王。成化十三年（1477年），明朝廷冊封南城兵馬指揮趙泰的女兒為三城王妃。弘治二年（1489年）六月，明孝宗赐给朱芝垝四书五经一部。他博览群书，工于绘画，好礼，著有《王母》、《耆英》、《九老》等画作。正德六年（1511年）去世，谥号康穆，无子，国除。以幼弟蕩陰昭安王朱芝𤬪子镇国将军朱弥蓥奉祀後事。